# Санта-Леополдина
Санта-Леополдина (порт. Santa Leopoldina)  —  муниципалитет в Бразилии, входит в штат Эспириту-Санту. Составная часть мезорегиона Центр штата Эспириту-Санту. Входит в экономико-статистический  микрорегион Санта-Тереза. Население составляет 12 349 человек на 2007 год. Занимает площадь 716,441 км². Плотность населения — 17,2 чел./км².

## История
Город основан 17 апреля 1887 года.

## Статистика
- Валовой внутренний продукт на 2005 составляет 138.485.000,00 реалов (данные: Бразильский институт географии и статистики).
- Валовой внутренний продукт на душу населения на 2003 составляет 3.237,19 реалов (данные: Бразильский институт географии и статистики).
- Индекс развития человеческого потенциала на 2000 составляет 0,711 (данные: Программа развития ООН).